# Dancing in the Rain

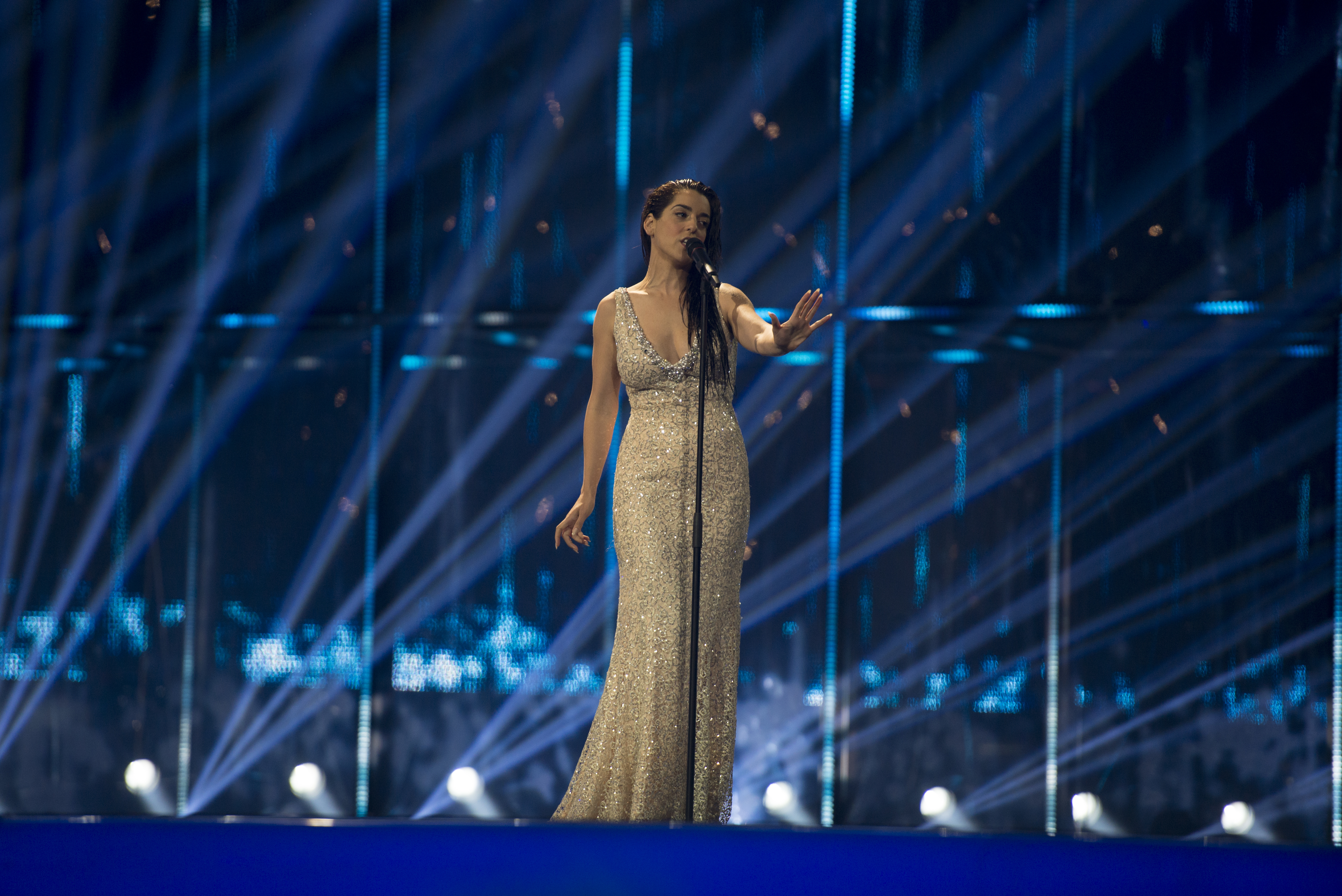
Рут на Евровидении 2014

«Dancing in the Rain» (Танцуя под дождём) — песня в исполнении испанской певицы Рут Лоренсо, с которой она представила Испанию на конкурсе песни «Евровидение-2014».
Песня была выбрана 22 февраля 2014 года на национальном отборе Испании на «Евровидение», что позволило Рут представить свою страну на международном конкурсе песни «Евровидение-2014», который прошёл в Копенгагене, Дания. Испания заняла 10-е место.

## Список композиций
| №  | Название              | Длительность |
| -- | --------------------- | ------------ |
| 1. | «Dancing in the Rain» | 2:59         |

| №  | Название                                                   | Длительность |
| -- | ---------------------------------------------------------- | ------------ |
| 1. | «Dancing in the Rain» (Cahill English Radio Mix)           | 3:37         |
| 2. | «Dancing in the Rain» (Cahill English Club Mix)            | 6:30         |
| 3. | «Dancing in the Rain» (Cahill Spanish & English Radio Mix) | 3:37         |
| 4. | «Dancing in the Rain» (Cahill Spanish & English Club Mix)  | 6:30         |

## Позиции в чартах
| Чарт (2014)                     | Наивысшая позиция |
| ------------------------------- | ----------------- |
| Австрия (Ö3 Austria Top 40)     | 69                |
| Германия (GfK)                  | 54                |
| Ирландия (IRMA)                 | 75                |
| Испания (PROMUSICAE)            | 5                 |
| Швейцария (Schweizer Hitparade) | 69                |
| Великобритания (OCC UK Singles) | 102               |

## Хронология релиза
| Страна         | Дата                 | Формат           | Лейбл        |
| -------------- | -------------------- | ---------------- | ------------ |
| Испания        | 18 февраля 2014 года | Digital download | Roster Music |
| Великобритания | 18 февраля 2014 года | Digital download | Roster Music |